# سوبيانو
سوبيانو هي محافظة صغيرة (بلدية) في مقاطعة أريتسو، توسكانا، وسط إيطاليا، على الضفة اليسرى لنهر أرنو.
وهي مجاورة لشمال أريتسو وجنوب بيبينا . ومن المحافظات المجاورة الأخرى أنغياري (شرقًا) وCapolona (غربًا) و سانسي بلوكرو (شرقًا أيضًا).